# خانه آیت‌اللهی
خانه آقای آیت اللهی مربوط به دوره قاجار است و در شیراز، خیابان لطفعلی خان زند ـ کوچه حمام گلدسته واقع شده و این اثر در تاریخ ۱۸ مهر ۱۳۵۶ با شمارهٔ ثبت ۱۴۹۳ به‌عنوان یکی از آثار ملی ایران به ثبت رسیده است.